# Roodborstlijster
De roodborstlijster (Turdus migratorius) is een vogel uit de familie Turdidae (lijsters).
In Amerika wordt hij met robin aangeduid, terwijl diezelfde naam in Engeland gebruikt wordt voor het roodborstje (Erithacus rubecula).

## Kenmerken
Het verenkleed heeft een rode onderzijde, een donkerbruine rug en een nog donkerder kop, met als beste kenmerken de kleine witte vlekjes boven en onder het oog. De vogel gedraagt zich als een merel. Zijn roep luidt: 'tsip'; zijn alarmroep: 'tchoek-tchoek'. De lichaamslengte bedraagt 25 cm.

## Leefwijze
Deze vogels leven van wormen en andere ongewervelden, maar ook vruchten.

## Voortplanting
Het omvangrijk, komvormige nest van takjes, gras en modder, wordt door beide partners gebouwd op allerlei plaatsen en hoogten, van boomtoppen tot op de grond.
Elk jaar brengen ze twee of drie broedsels groot, met vier of vijf (zelden zes) groenblauwe eieren zonder bevlekking.

## Verspreiding
Deze soort komt voor in de Verenigde Staten, waar hij de tegenhanger is van de Europese merel. Verder komt hij voor in Canada, Mexico en Guatemala. 
De soort telt zeven ondersoorten:
- T. m. nigrideus: oostelijk Canada. Omwille van de typische roestkleurige borst wordt deze variant ook wel roestborst genoemd.
- T. m. migratorius: Alaska (behalve het zuidoosten), Canada (behalve het oostelijk en westelijk deel) en de centrale en noordoostelijke Verenigde Staten.
- T. m. achrusterus: de zuidoostelijke Verenigde Staten.
- T. m. caurinus: zuidoostelijk Alaska en de westelijke Canadese kust.
- T. m. propinquus: van inlands zuidwestelijk Canada en de inlands westelijke Verenigde Staten tot centraal Mexico.
- T. m. phillipsi: zuidwestelijk Mexico.
- T. m. confinis: zuidelijk Baja California.

Hij is een vogel van parken en tuinen bij menselijke nederzettingen. 's Winters is hij ook te vinden in moerasbossen. De vogel dwaalt een enkele keer weleens naar Europa af. Gezien zijn vertrouwdheid met menselijke aanwezigheid, is het voorkomen van dwaalgasten die per schip toekwamen niet uitgesloten.

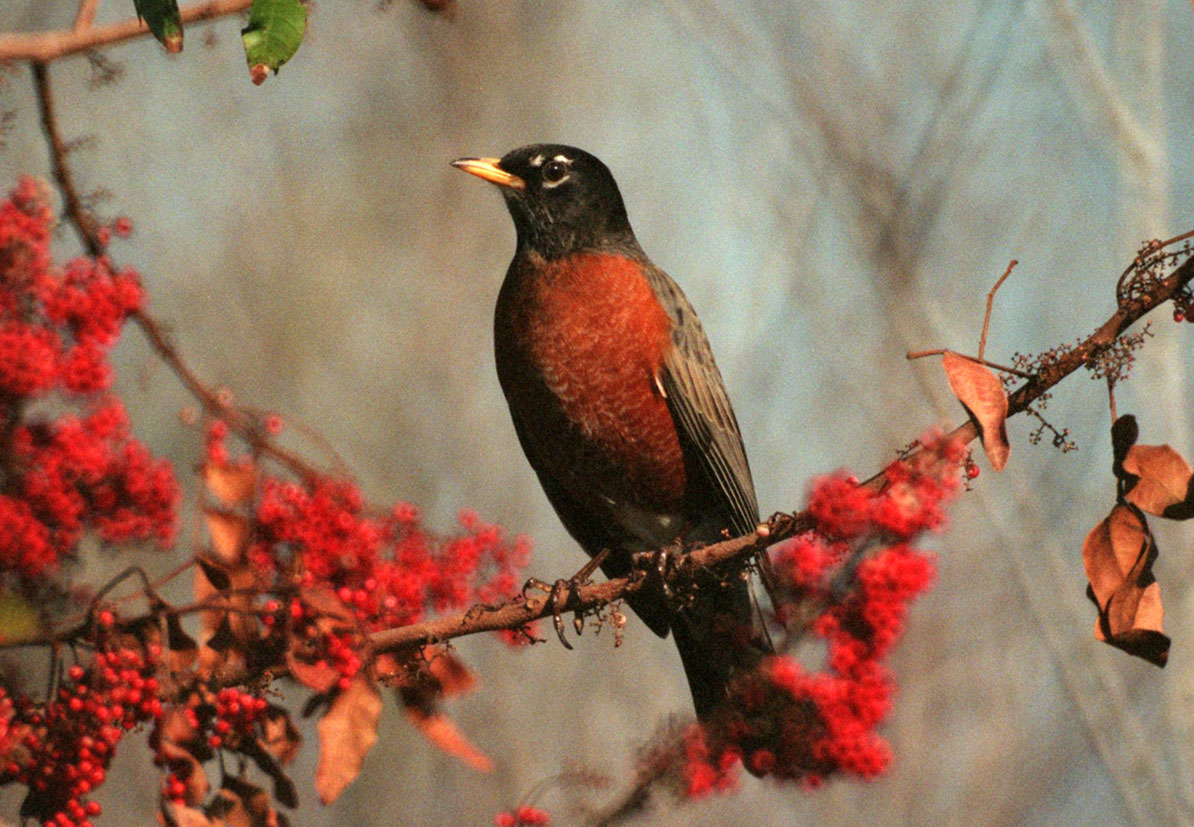
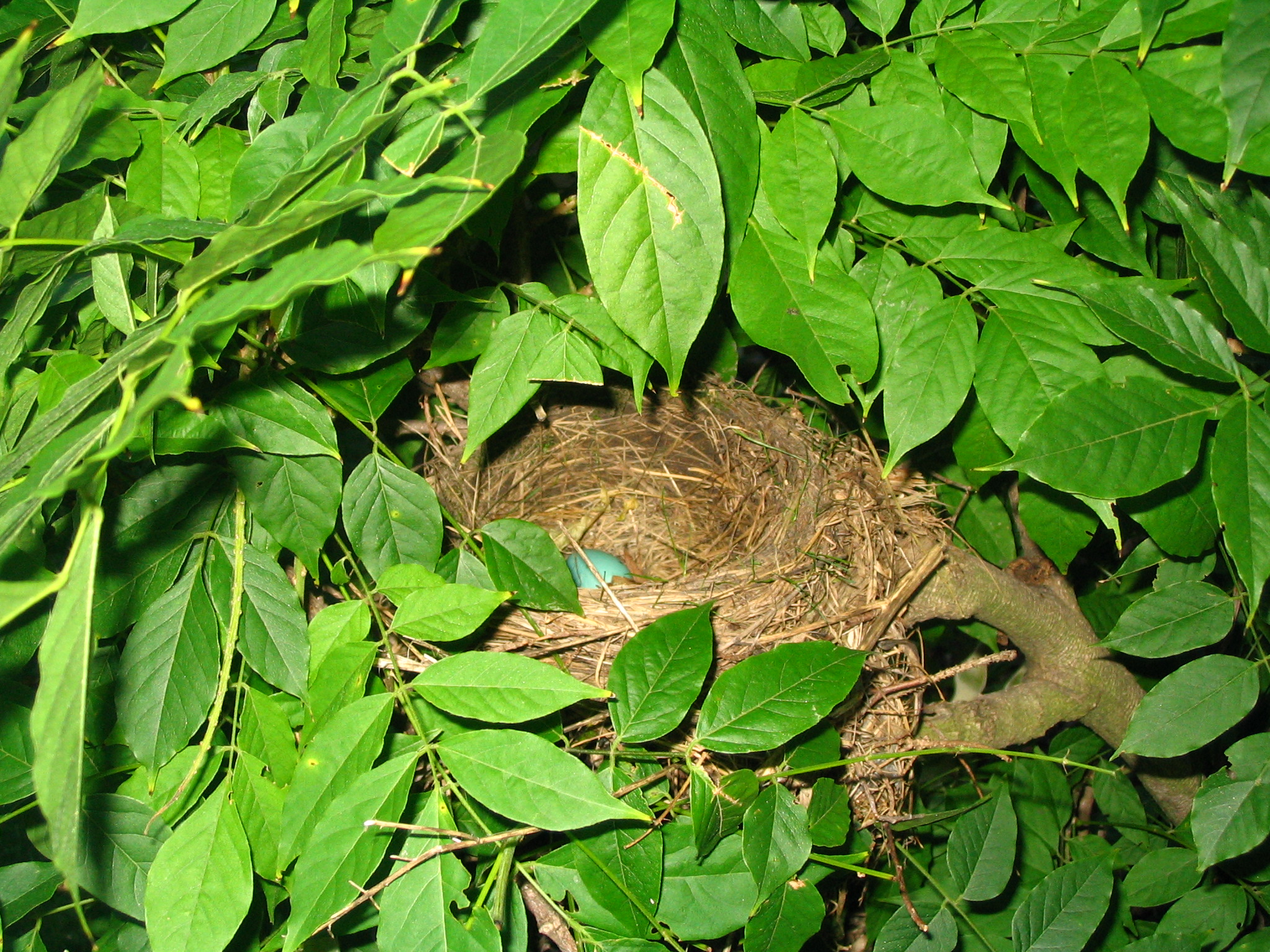
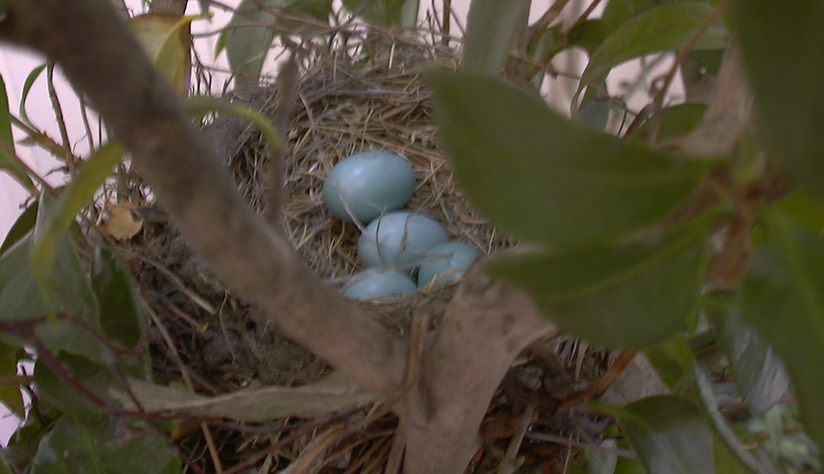
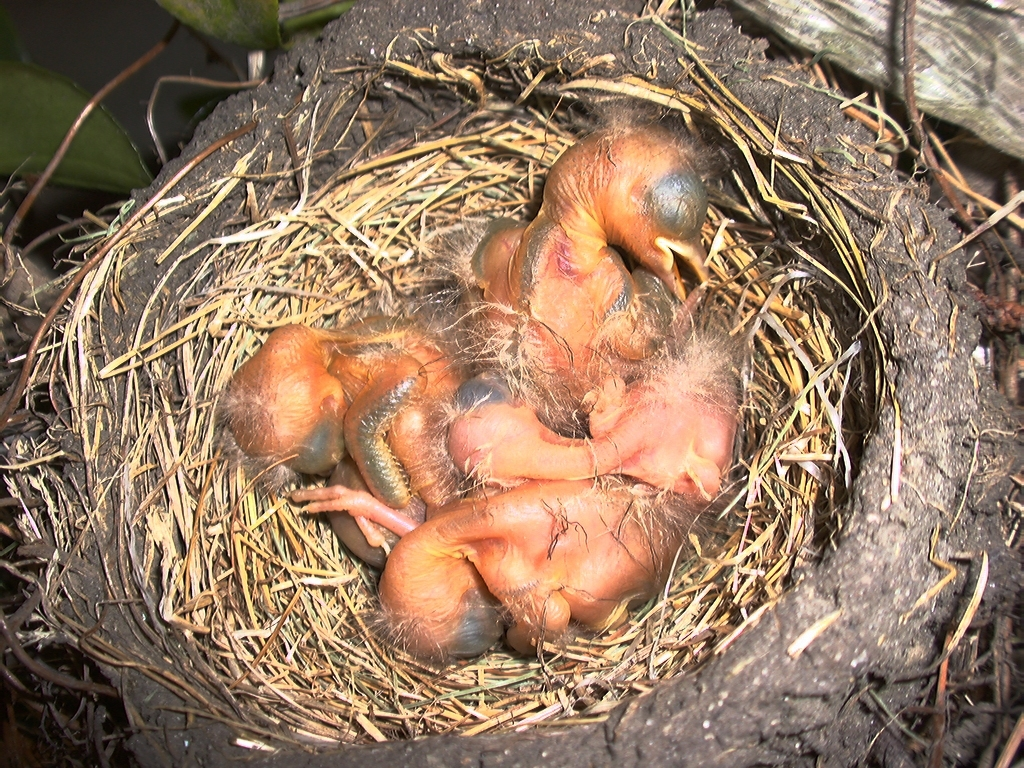
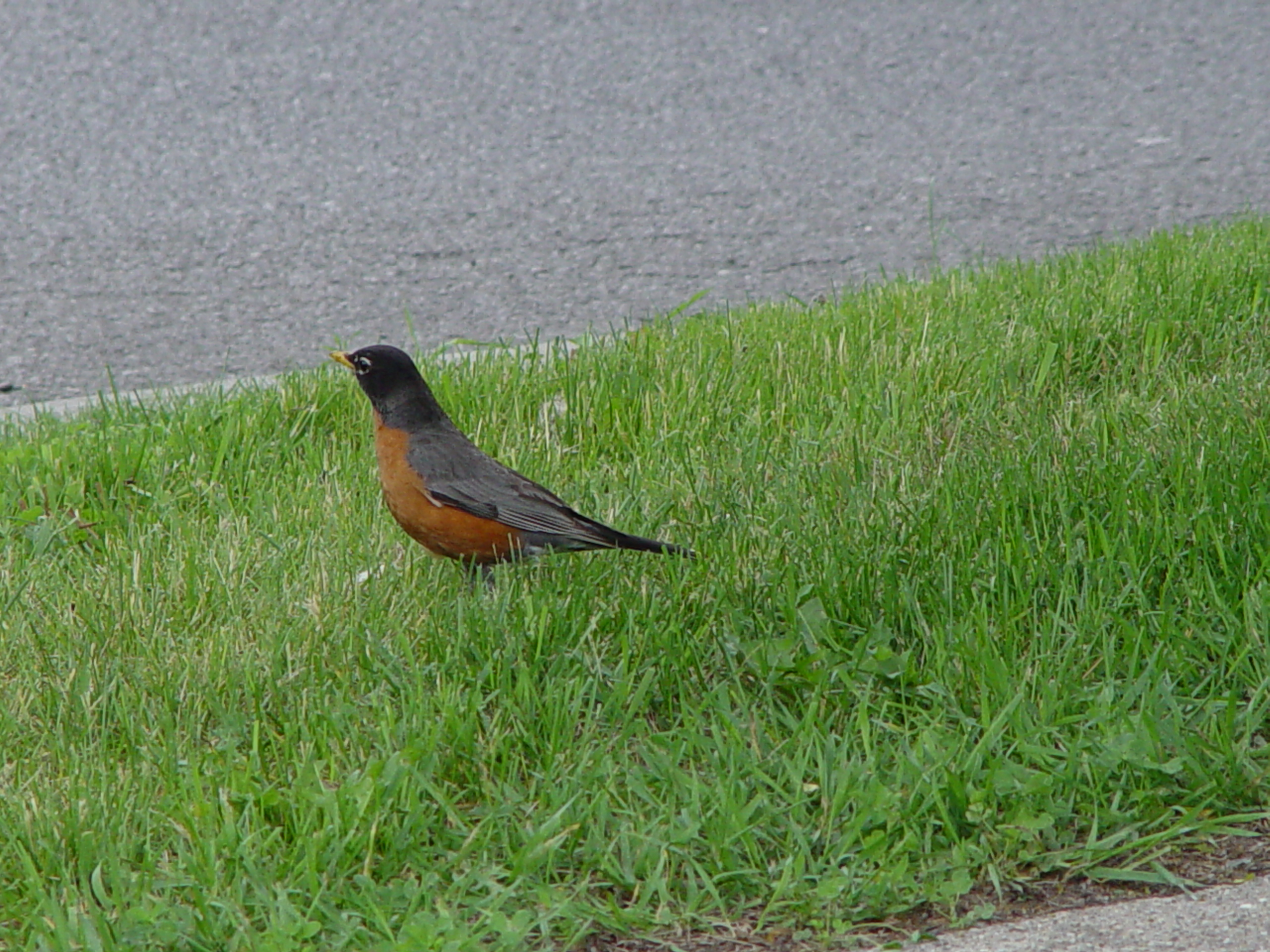
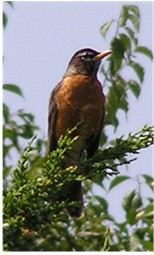